# هیوا پاشایی
هیوا پاشایی (مرداد ۱۳۵۸ در اسلام‌آباد غرب - ) نقاش، عکاس، خوشنویس، طراح گرافیک، ناشر و کنشگر کرد اهل ایران است که در حوزهٔ نقاشی، طراحی گرافیک، پژوهش و آموزش نقاشی و گرافیک فعال است. او به عنوان آغازگر هنر پیکسل آرت در ایران شناخته می‌شود. او به سبب نوآوری‌اش در استفاده از مضامین فرهنگ کردی، به‌ویژه منطقهٔ کرمانشاه، خلق آثار فیگوراتیو با موضوع زن کرد و ارائهٔ آن در بطن هنر مدرن و پسامدرن شناخته شده ‌است. هیوا پاشایی پیشتر مدیریت «گالری روژ» و «آموزشگاه آزاد هنرهای تجسمی ژوان» را در تهران برعهده داشته است. وی هم اکنون «مرکز فرهنگی کُردهای آمریکا» را در لس آنجلس ایالت کالیفرنیا اداره می کند. پاشایی تاکنون نمایشگاه‌های فردی و گروهی متعددی را در ایران و کشورهای دیگر مانند عراق، ژاپن، ایتالیا، فرانسه و ایالات متحدهٔ آمریکا برگزار کرده ‌است.

## زندگی
هیوا پاشایی در مرداد ۱۳۵۸ در شهر اسلام‌آباد غرب در استان کرمانشاه به دنیا آمد.
در سال ۱۳۷۶ از هنرستان هنرهای تجسمی ادارهٔ فرهنگ و ارشاد اسلامی دیپلم گرافیک گرفت.
سپس برای ادامهٔ تحصیل به همدان رفت و در سال ۱۳۷۹ در مقطع کاردانی از مرکز آموزش عالی شهید مفتح این شهر دانش‌آموخته شد.
پاشایی در سال ۱۳۸۲ مدرک کارشناسی خود را در رشتهٔ ارتباط تصویری از دانشگاه سوره تهران دریافت کرد.
او سپس وارد مقطع کارشناسی ارشد شد و در این دوران توجه خود را به نشانه‌شناسی فرهنگ مردمان خاورمیانه معطوف کرد و در سال ۱۳۸۵ از پایان‌نامهٔ خود با عنوان طراحی نشانه در ایران، طراحی نشانه برای مؤسسات ایرانی تحت راهنمایی بهرام کلهرنیا و مشاورت منوچهر رخشان دفاع کرد و از دانشگاه آزاد اسلامی واحد تهران مرکز در رشتهٔ ارتباط تصویری در مقطع کارشناسی ارشد دانش‌آموخته شد.
هیوا پاشایی سپس از سوی موزهٔ هنرهای معاصر تهران به فرانسه رفت و به تمرین و تحقیق در نقاشی و ارتباطات تصویری پرداخت و در سال ۱۳۹۱ به عنوان شهروند افتخاری شهر بین‌المللی هنر در پاریس شناخته ‌شد.
هیوا پاشایی در سال ۱۳۸۸ «سایت خبری هنرجو» را تأسیس کرد و از همان زمان در آتلیهٔ شخصی خود به نقاشی و طراحی گرافیک پرداخت. او همچنین در سال ۱۳۸۹ «آموزشگاه آزاد هنرهای تجسمی ژوان» را تأسیس کرد. همچنین از ۱۳۸۴ مدیر هنری «مؤسسهٔ فرهنگی-هنری تخت جمشید» و از ۱۳۸۷ عضو «مرکز توسعهٔ هنرهای تجسمی وزارت فرهنگ و ارشاد اسلامی» بوده‌ است.
او هم‌چنین در سال ۱۳۹۲ گالری هنر «روژ» را در تهران و در سال ۱۳۹۷ «مؤسسهٔ فرهنگی هنری کالیفرنیا (ACCC)» را در لس آنجلس آمریکا تأسیس کرد.
از ۱۳۸۷ عضو «انجمن صنفی طراحان گرافیک ایران» و از ۱۳۸۹ عضو «انجمن مخترعین ایران» نیز بوده ‌است.

## فعالیت‌های هنری

محمدعلی کشاورز در کنار پرترۀ خودش به سبک پیکسل آرت، اثر هیوا پاشایی، سینما ملت تهران، ۳ خرداد ۱۳۹۵.

هیوا پاشایی از سال ۱۳۷۶ در بخش‌های مختلف دولتی و غیر دولتی در زمینهٔ طراحی نشانه، پوستر، گرافیک محیطی و صفحه‌آرایی و همچنین عکاسی مستند اجتماعی و تبلیغاتی به فعالیت پرداخته ‌است. او علاوه بر تدریس هنرهای تجسمی، به برگزاری ورک‌شاپ‌ها و کارگاه‌های متعددی اقدام کرده ‌است. یکی از پوسترهای برجستهٔ او، طراحی نشانه و پوستر جشنوارهٔ بین‌المللی رقص و موسیقی کردی در کردستان عراق است.
پاشایی در سال ۱۳۹۰ «انتشارات چرو» را در تهران تأسیس کرد و در حوزهٔ نشر نیز به فعالیت پرداخت.
هیوا پاشایی نخستین هنرمندی بود که در ایران آثاری را به‌صورت پیکسل آرت و تکستایل آرت آفرینش و ارائه کرد. همچنین آثاری را در سبک نقاشی آمیخته (میکسد مدیا)، چیدمان، هنر مفهومی و هنر دیجیتال خلق کرده‌است. او همچنین با برگزاری کارگاه‌هایی در فرهنگسرای نیاوران، گالری آریانا و باغ‌موزه قصر این هنر را به دست‌کم ۳۰۰ هنرمند جوان آموزش داده ‌است.
هیوا پاشایی تکنیک نستعلیق در خوشنویسی ایرانی را که توسط میرزا محمدرضا کلهر در زمان قاجار برای استفاده در صنعت چاپ توسعه یافته ‌بود، و عمدتاً برای نگارش متون زبان فارسی استفاده می‌شد، با الفبای کردی تطبیق داده و آثاری را در زمینهٔ خوشنویسی و نیز نقاشیخط با این تکنیک به زبان کردی طراحی و اجرا کرده است.
هیوا پاشایی آثار متعددی را با موضوع زنان و نیز مردان کرد ایل کلهر خلق کرده که به‌طور مشخص آن‌ها را در نمایشگاه‌های فردی خود با عنوان‌های «هه‌ناسه»، «دایه» و «باوان» ارائه کرده‌ است. 
او برای خلق این آثار سال‌های بسیاری به جمع‌آوری عکس‌ها و آلبوم‌های خانوادگی خانواده‌های کرد پرداخته و با پژوهش بر روی آن‌ها و ارائهٔ الگوهایی از فرم‌های فیگوراتیو معرف شخصیت مردم کرد، در عین قرار دادن شخصیت‌ها در درون آمیزه‌ای از نقش‌مایه‌های سنتی و ظواهر زندگی مدرن توانسته به بیانی امروزی از هویت تصویری مردم کرد منطقهٔ کرمانشاه با حفظ ریشه‌های تاریخی و قوم‌شناختی آن دست بیابد، و شاید از این حیث نخستین هنرمندی باشد که با رویکردی پژوهشی و ادراکی به بازنمایی مردم کرد و به ویژه زنان کرد دست زده ‌است. پاشایی با پژوهش بر روی این آلبوم‌ها به این نتیجه رسید که لباس مردان کرد بسیار زودتر از زنان دستخوش استحاله شده و زنان کرد در منطقهٔ کرمانشاه تا سال‌های بسیار در برابر تغییر پوشش خود مقاومت کرده و پوشش کردی خود را حفظ کرده ‌بوده‌اند. به‌طور کلی هیوا پاشایی کوشیده تا تصویری از کردان منطقهٔ کرمانشاهان را در منظر هنرهای بصری ایران و جهان در جایگاه فاخری ارائه دهد.
آیین گشایش نمایشگاه «باوان» که در اردیبهشت ۱۳۹۴ در باغ‌موزهٔ قصر برگزار شد، با اجرای موسیقی کردی توسط گروه موسیقی شاخوشین، پرفورمنس رقص کردی توسط آسو نادری و نمایش فیلم مستند ساختهٔ مجید آزادی همراه بود.
در سال ۱۳۹۶ یکی از آثار هیوا پاشایی در گالری گروه هنر دانشگاه ایالتی میشیگان به نمایش درآمد.

## فعالیت‌های آموزشی
پاشایی از سال ۱۳۸۳ به عنوان استاد مدعو در دانشگاه‌های سوره، آزاد و جامع علمی-کاربردی تهران و کیش تدریس کرده‌است.
او از سال ۱۳۸۷ اقدام به برگزاری ورک‌شاپ های نقاشی، طراحی و نقاشیخط در دانشگاه‌های آزاد اسلامی، جامع کیش و «مؤسسهٔ ایده» نموده ‌است.
همچنین در سال ۱۳۸۸ به عنوان مدرس مدعو در کارگاه گروهی طراحی نشانه و نوشته در دانشگاه‌های علم و فرهنگ واحد تهران و آزاد اسلامی واحد پرند به تدریس پرداخته‌است. او همچنین در نخستین جشنوارهٔ هنرهای تجسمی فجر در موزهٔ هنرهای معاصر تهران به عنوان دبیر بخش نقاشی خیابانی به برگزاری کارگاه نقاشی خیابانی پرداخت و همزمان به عنوان استاد مدعو در بخش نقاشی نیز فعالیت داشت.
پاشایی در دومین جشنواره بین‌المللی هنرهای تجسمی فجر در سال ۱۳۸۸ موزهٔ هنرهای معاصر اهواز نیز به عنوان دبیر و عضو هیئت داوران حضور داشت. او در سال ۱۳۹۳ به عنوان دبیر و رئیس هیئت داوران جشنوارهٔ فرهنگی اجتماعی دانش‌آموختگان هنر دانشگاه‌های ایران در باغ‌موزه قصر در تهران فعالیت داشت. علاوه بر این در سال ۱۳۹۴ در جشنوارهٔ طراحی و خوشنویسی دانش‌آموختگان هنر دانشگاه‌های ایران دبیر و رئیس هیئت داوران، و همچنین در نخستین جشنوارهٔ سالانهٔ هنرهای تجسمی آزادگان دبیر و عضو هیئت داوران بود که هر دو جشنواره در مکان باغ‌موزهٔ قصر تهران برگزار شد.
هیوا پاشایی در سال ۱۳۹۵ به عنوان دبیر، مدرس و کیوریتور نمایشگاه پرتره‌نگاری مشاهیر موسیقی ایران که در فرهنگ‌سرای نیاوران و با شرکت ۱۴ هنرمند و با حضور چهره‌های شاخص موسیقی سنتی ایران برگزار شد فعالیت داشت. هنرمندان نمایشگاه چهرهٔ ۱۵ تن از مشاهیر موسیقی را با الهام از گره‌های قالی خلق کردند، اما به جای تار و پود ظریف فرش ایرانی از روبان‌های ۲/۵ سانتی متری و فنر فلزی برای خللق این آثار استفاده کرده ‌بودند. در این نمایشگاه گروهی که با حضور موسیقیدانانی مانند شهرام ناظری، کیوان ساکت و شهداد روحانی برگزار شد، مجید درخشانی و ارسلان کامکار به همراه پدیدآورندگان آثار از پرترهٔ خودشان رونمایی کردند و هانا کامکار نیز از پرترهٔ بیژن کامکار رونمایی کرد.
او در سال ۱۳۹۶ در نمایشگاه یکصد چهرهٔ سینما و تئاتر ایران در گالری آریانا تهران که با شرکت یکصد هنرمند نقاش و حضور چهره‌های شاخص سینما و تئاتر ایران برگزار شد سمت دبیری، مدرس و داوری را بر عهده داشت. افزون بر این در سال ۱۳۹۷ در نمایشگاه یکصد چهرهٔ ورزشی ایران که با شرکت یکصد هنرمند نقاش و حضور وزیر، رئیس کمیتهٔ بین‌المللی المپیک و چهره‌های شاخص ورزشی ایران در موزه هنرهای زیبا و مجموعهٔ فرهنگی تاریخی سعدآباد برگزار شد دبیر، مدرس، کیوریتور و رئیس هیئت داوران بود. این نمایشگاه مورد استقبال چهره‌هایی همچون شهرام ناظری و صادق زیباکلام قرار گرفت.
پاشایی در سال ۱۳۹۷ اقدام به برگزاری دورهٔ مسترکلاس فاین آرتز در تهران و لس آنجلس نمود.

### فعالیت‌های مطبوعاتی
هیوا پاشایی در رابطه با هنرهای تجسمی با نشریاتی از قبیل دوهفته‌نامهٔ تندیس و روزنامه‌های همشهری، ایران، ابتکار، جام جم و ... و نیز خبرگزاری‌های هنر ایران، مهر، ایرنا، ایسنا و ... و همچنین شبکه‌های تلویزیونی یک، چهار و آموزش همکاری کرده‌است.

## کنشگری

هیوا پاشایی در کنار پرترۀ نیکا شاکرمی

هیوا پاشایی از طریق فعالیت های هنری و فرهنگی به کنشگری نیز پرداخته و به مسائل مختلف سیاسی و اجتماعی واکنش نشان می دهد. او با خلق پرتره هایی از کشته شدگان خیزش ۱۴۰۱ ایران به حمایت از اعتراضات مردم و مطالبات معترضان پرداخت. او همزمان با این اعتراضات با استفاده از 2400 گل سرخ ابریشمی و به روش هنر پیکسل آرت به ترسیم پرتره ای از نیکا شاکرمی دختر نوجوان معترضی پرداخت که توسط نیروهای نظامی و امنیتی جمهوری اسلامی ایران کشته شد. وی در 28 مهر 1401 در گفتگو با بخش فارسی صدای آمریکا اعلام کرد قصد دارد به عنوان یک هنرمند کُرد ایرانی طی پروژه ای در حمایت از اعتراضات مردمی، پرترۀ جانباختگان اعتراضات از همۀ مناطق ایران را ترسیم کند و این کار را از یک جانباختۀ غیرکُرد یعنی نیکا شاکرمی آغاز کرده تا این پیام را منتقل کند که هیچ کس به دنبال تجزیۀ ایران نیست، بلکه همه به دنبال آزادی هستند و اکنون نیز در نزدیک ترین زمان برای رسیدن به آزادی قرار داریم و روزی که بتوانم این پرتره ها را در جای جای ایران به نمایش درآورم دیر نیست. پاشایی همچنین با خواندن ترانه ای کُردی به نام ئاگرم دای (به فارسی: آتشم زدی) و ذکر نام ژینا امینی و معترضان جانباخته همچون نیکا شاکرمی و سارینا اسماعیل‌زاده به حمایت از اعتراضات مردمی پرداخت.

## تأسیس مرکز فرهنگی کُردهای آمریکا
هیوا پاشایی در سال 2023 مرکز فرهنگی کردهای آمریکا را به عنوان سازمانی غیرانتفاعی در سن دیه گو در جنوب کالیفرنیا تأسیس کرد. مرکز فرهنگی کردهای آمریکا در زمینۀ موسیقی، هنرهای تجسمی، تئاتر، فیلم، رقص، میزبانی جشنواره ها و برگزاری کلاس های آموزشی زبان و تاریخ فعالیت میکند. این مرکز تنها به فرهنگ کُردی نمی پردازد و برگزاری رویدادهای فرهنگی و هنری مربوط به فرهنگ های خاورمیانه را هدف خود دانسته، اما تمرکز آن بیشتر بر روی هنر و فرهنگ کُردی و حمایت از هنرمندان کُرد قرار دارد و معرفی فرهنگ و هنر کُردی به مردم آمریکا و افزایش آگاهی جامعۀ آمریکا از هنر، فرهنگ و سنت های مردم کُرد و شناساندن تنوع فرهنگی را از جملۀ اهداف خود معرفی کرده است. مرکز فرهنگی کردهای آمریکا در کنار این هدف، به ترویج و حفظ میراث فرهنگی کردها در جامعۀ کردهای دیاسپورا نیز میپردازد و باایجاد پلاتفرمی برای به نمایش گذاشتن جذابیت های فرهنگی و هنری، امکان گفت وگو و تفاهم بینانسلی و بین المللی را فراهم می آورد. هیئت مدیرۀ این مرکز 11 نفر عضو دارد که برای برنامه های کوتاه مدت و بلندمدت برنامه ریزی میکنند. نخستین برنامۀ این مرکز در 26 و 27 آوریل 2024 برگزاری نمایشگاه نقاشی در حمایت از جنبش زن، زندگی، آزادی و در یادبود ژینا امینی با موضوع زن کُرد بود که با نمایش آثار نقاشی شهریار جاف، سروه پاشایی، هیوا پاشایی و امیر آلمالو همراه بود. همچنین دلنیا رزازی و کاوه شیخ در مه 2024 در مرکز فرهنگی کردهای آمریکا به برگزاری کنسرتی در حمایت از جنبش زن، زندگی، آزادی و در یادبود ژینا امینی پرداختند.

## آثار
- پاشایی، هیوا، ۱۵۰ طراح جوان ایرانی، مؤلف و مدیر هنری هیوا پاشایی، ترجمه سپیده خلیلی، تهران: طلایی، ۱۳۸۸.
- پاشایی، هیوا، طراحان جوان ایرانی The young Iranian designers، گردآوری و صفحه‌آرایی و مدیر هنری هیوا پاشایی، دبیرخانه نشر آثار طراحان جوان ایرانی، تهران: هیوا پاشایی، ۱۳۸۹.
- پاشایی، هیوا، دستنویس؟ خوشنویسی؟ نقاشی‌خط و یا تاپیوگرافی پوستر؟، در تندیس، ش ۶۳، آذر ۱۳۸۴، ص ۱۳-۱۲.
- پاشایی، هیوا، نقاشی‌های میورال کالیفرنیا، نشر ایده، ۱۳۹۷
- پاشایی، هیوا، پیکسل آرت و شیوه‌های به‌کارگیری آن، نشر ایده، ۱۳۹۷.

## نمایشگاه‌ها
- نمایشگاه پوستر و عکس در محل دائمی نمایشگاه‌های هنرهای تجسمی ادارهٔ فرهنگ و ارشاد اسلامی، سال‌های ۱۳۷۷، ۱۳۷۸ و ۱۳۷۹.
- نمایشگاه گروهی تصویرسازی نوما ژاپن، کانون پرورش فکری کودکان و نوجوانان، ۱۳۸۱.
- نمایشگاه گروهی هنرهای تجسمی، فرهنگسرای نیاوران، ۱۳۸۲.
- نمایشگاه اولین دوسالانهٔ بین‌المللی پوستر جهان اسلام، فرهنگستان هنر جمهوری اسلامی ایران، ۱۳۸۳.
- نمایشگاه نسل پنجم طراحان گرافیک ایران، فرهنگستان هنر جمهوری اسلامی ایران، ۱۳۸۵.
- نمایشگاه دومین دوسالانهٔ بین‌المللی پوستر جهان اسلام، فرهنگستان هنر جمهوری اسلامی ایران، ۱۳۸۶.
- اولین نمایشگاه عکس کُردی، گالری نیکول فریدنی، ۱۳۸۶.
- نمایشگاه سورهٔ تماشا، نگارخانهٔ سوره، ۱۳۸۶.
- نمایشگاه پوستر «روز ملی ایثار، مقاومت و پیروزی»، موزهٔ امام علی، ۱۳۸۷.
- نمایشگاه نقاشی اولین جشنوارهٔ هنرهای تجسمی فجر، موزهٔ هنرهای معاصر تهران، ۱۳۸۷.
- نمایشگاه آثار نخستین جشنوارهٔ هنرهای تجسمی آزادگان، فرهنگستان هنر جمهوری اسلامی ایران، ۱۳۸۹.
- نمایشگاه سرو نقره‌ای ویژهٔ اعضای انجمن صنفی طراحان گرافیک ایران، خانهٔ هنرمندان ایران، ۱۳۸۹.
- نمایشگاه انفرادی میکس مدیا و نقاشی در گالری دزاخت پاریس و مرکز فرهنگی ایران در فرانسه، ۱۳۹۰.
- نمایشگاه میکس‌مدیا با موضوع فرهنگ کردی با عنوان «هه‌ناسه»، گالری هنر خاورمیانه تهران، ۱۳۹۱.
- نمایشگاه انفرادی «نقاشیعَکس»، گالری هنر خاورمیانه تهران، ۱۳۹۱.
- نمایشگاه انفرادی «نقاشیعَکس»، گالری هنر «شهر بین‌المللی هنر»، پاریس، فرانسه، ۱۳۹۱.
- شرکت در نخستین نمایشگاه نگارخانه‌های جهان در ایران، تهران، باغ موزه قصر، ۱۳۹۳.
- نمایشگاه انفرادی نقاشی «باوان»، تهران، باغ موزه قصر، ۱۳۹۴.
- نمایشگاه انفرادی نقاشی با عنوان «هاوبه‌ش» در در نگارخانهٔ شهرداری سنندج، ۱۳۹۵.[۲۲][۲۳]
- نمایشگاه انفرادی نقاشی با عنوان «دایه» در نگارخانهٔ کلهر کرمانشاه، ۱۳۹۵.
- نمایشگاه گروهی آثار در نگارخانهٔ دانشگاه ایالتی میشیگان آمریکا، ۱۳۹۵.
- نمایشگاه پرتره‌نگاری مشاهیر موسیقی ایران، فرهنگسرای نیاوران تهران، ۱۳۹۵.
- نمایشگاه گروهی نقاشی، VEFA Art Gallery لس آنجلس، کالیفرنیا، ۱۳۹۷.
- نمایشگاه یکصد چهرهٔ سینما و تئاتر ایران، گالری آریانا تهران، ۱۳۹۶.[۳]
- نمایشگاه یکصد چهرهٔ ورزشی ایران، موزهٔ هنرهای زیبا و مجموعهٔ فرهنگی تاریخی سعدآباد، ۱۳۹۷.[۲][۴]
- نمایشگاه خوشنویسی پیکسل آرت اشعار خیام، لس آنجلس، کالیفرنیا، 1400.[۲۴]
- نمایشگاه گروهی نقاشی «زن کُرد»، لس آنجلس، کالیفرنیا، 1403.

## جوایز
- نفر سوم بخش عکاسی جشنوارهٔ فرهنگی هنری دانشجویان سراسر کشور، ۱۳۷۸.
- نفر سوم همایش نگارش بسم‌الله حوزهٔ هنری سازمان تبلیغات اسلامی، ۱۳۸۲.
- نفر اول بخش گرافیک، چهارمین جشنوارهٔ هنرهای تجسمی وزارت فرهنگ و ارشاد اسلامی، ۱۳۸۲.
- برگزیدهٔ دومین جشنوارهٔ جهانی هنر مقاومت، ۱۳۹۰.
- برگزیدهٔ هفتهٔ طراحان ژاپن، توکیو، ۱۳۹۲.[۳]
- سه اثر برگزیده در دوسالانهٔ هنرهای تجسمی ونیز ایتالیا، ۱۳۹۴.[۲]
- ۱۳۹۴ دریافت حکم نخبهٔ هنری از دولت فدرال آمریکا (EB1).